# Schots Open 2012
Het Schots Open is een jaarlijks golftoernooi van de Europese PGA Tour. In 2012 wordt het van 12-15 juli gespeeld op de Castle Stuart Golf Links, die in 2009 geopend werd. Luke Donald was de nummer 1 op de wereldranglijst toen hij dit toernooi in 2011 won. Het prijzengeld is £ 2.000.000.

## Verslag

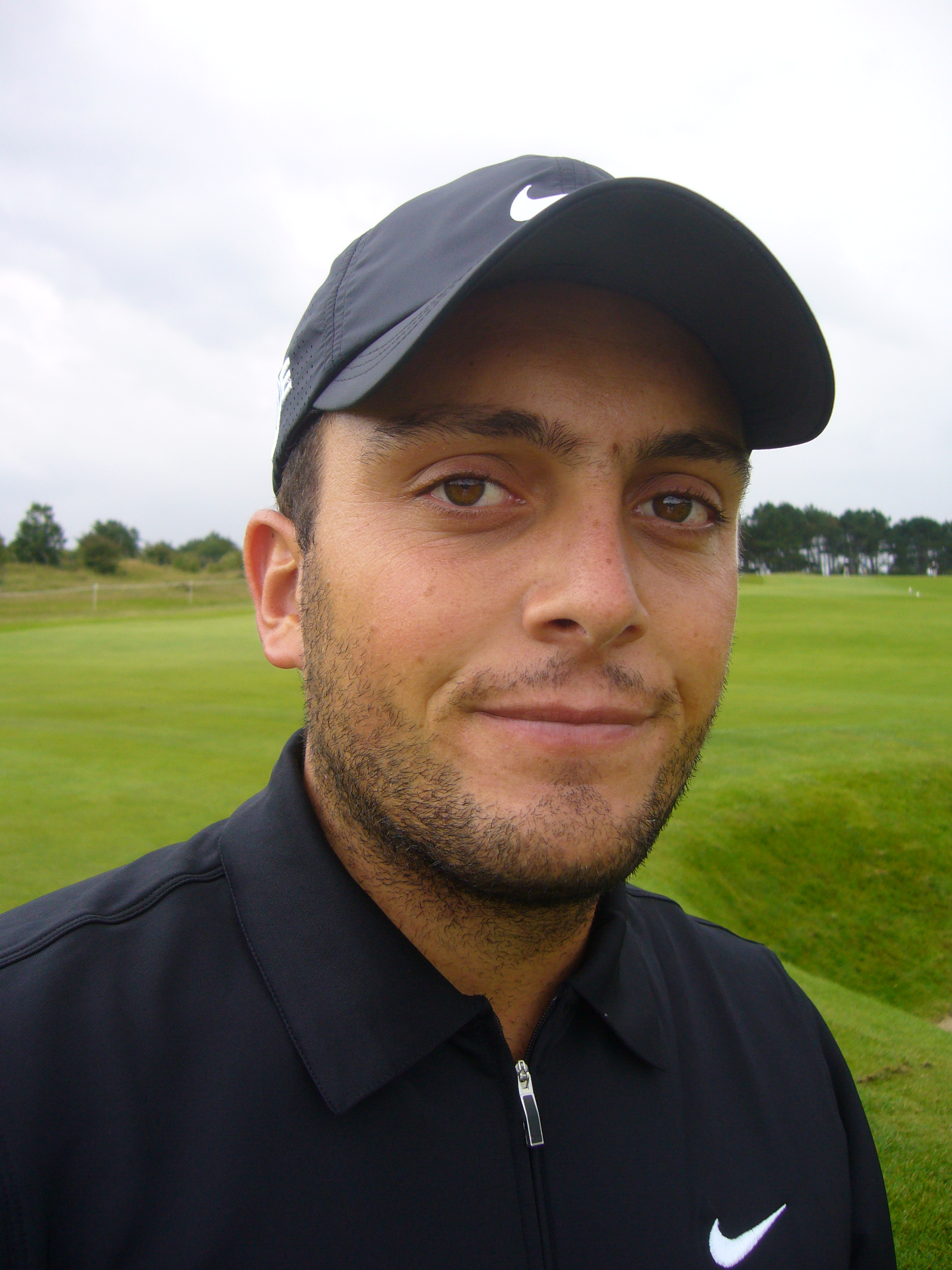
Francesco Molinari
leider ronde 1,2 en 3

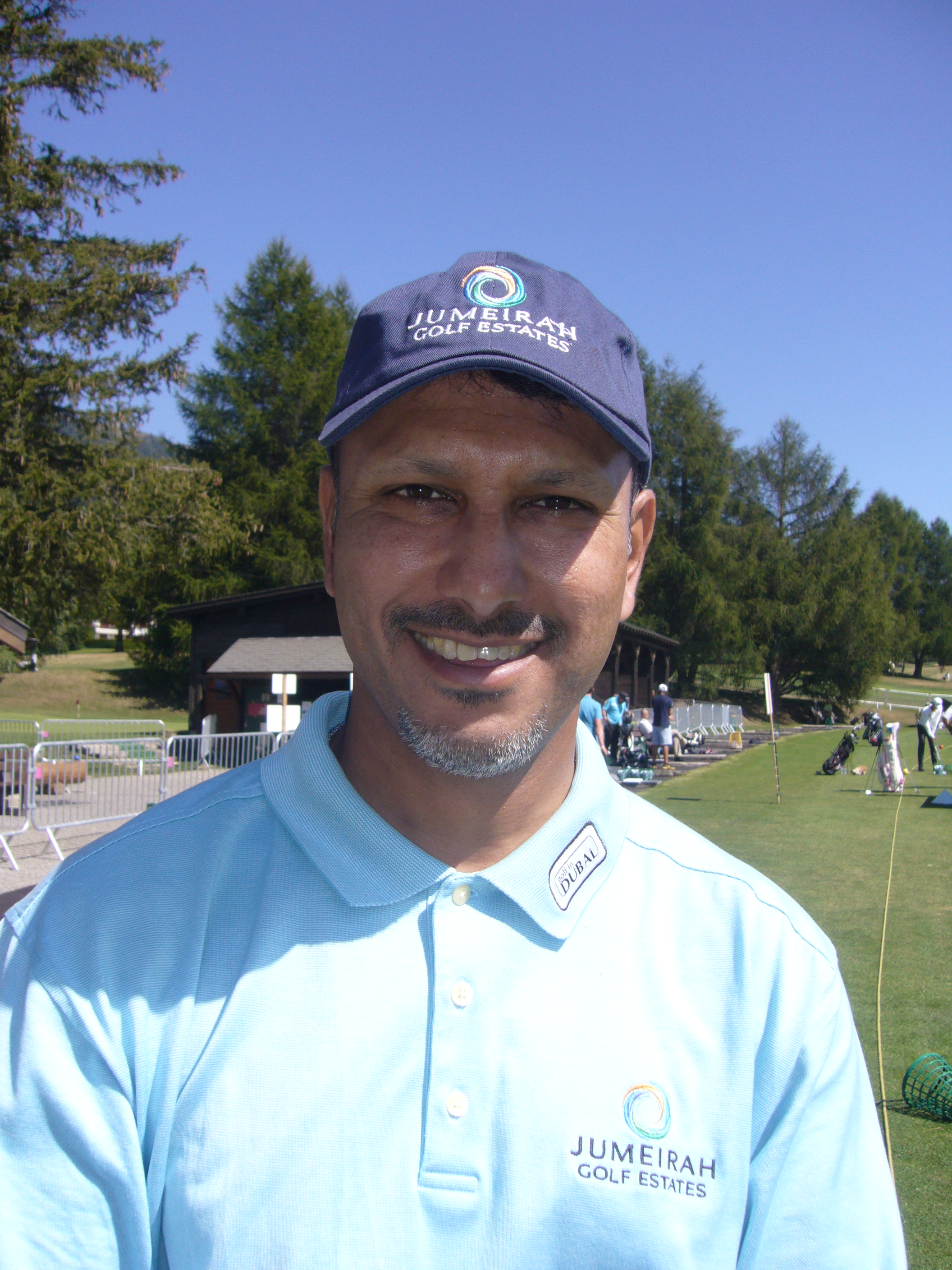
Jeev Milkha Singh
winnaar 2012

#### Ronde 1
Francesco Molinari startte hole 10 en maakte in zijn eerste negen holes al zes birdies. Hij eindigde op −10, en verbeterde het baanrecord van Luke Donald, die hier in 2011 met een laatste ronde van 63 eindigde en daardoor het toernooi won. Alejandro Cañizeres  eindingde met −8 op de 2de plaats en Kjeldsen en Jacquelin delen de 3de plaats.

Nicolas Colsaerts en Maarten Lafeber speelden een goede ronde, Robert-Jan Derksen bleef nog net onder par maar Tim Sluiter en Reinier Saxton slaagden daar niet in.

Andrew Johnston sloeg op hole 11 een hole-in-one en kreeg 168 flessen Laurent Perrier champagne.

#### Ronde 2
Tim Sluiter is na een goede ronde met negen birdies geëindigd op 66 en een totaal van 139. Derksen had ook een goede ronde, en beiden kwamen op een totaal van −5. Lafeber speelde level par en bleef op −4. Colsaerts steeg naar de 13de plaats met een ronde van −3. Saxton maakte een ronde van −5 maar miste de cut. Ricardo Gonzalez en Matteo Manassero maakten ieder een ronde van 64 en stegen naar de 3de plaats.

#### Ronde 3
Søren Kjeldsen, Thomas Levet en Martin Laird maakten een ronde van −8 en Robert-Jan Derksen maakte −6, zij schoten omhoog in het klassement.  Tim Sluiter en Maarten Lafeber kwamen binnen met een score van 72, hetgeen in dit geval geen goede score was, want 60 spelers speelden ronde 3 onder par. 

De twee leiders gingen de eerste negen holes gelijk op en maakten steeds op dezelfde hole een birdie. Op Hole 10 maakte Molinari zijn vijfde birdie, waarna hij aan de leiding bleef. Norén maakte op hole 13 een triple-bogey en eindigde met een rondje 70. Nicolas Colsaerts zakte 40 plaatsen na een score van 73.

#### Ronde 4
Jeev Milkha Singh uit India had in vier jaar niets meer gewonnen, maar in Schotland versloeg hij Francesco Molinari op hole 19, de eerste hole van de play-off. Hij maakte een birdie op de par 5 terwijl Molinari, nadat hij drie dagen aan de leiding had gestaan, een par maalte.

Laagste ronde van de dag was 67.
- Leaderboard

| Speler              | Ronde 1 | Ronde 1 | Nr   | Ronde 2 | Ronde 2 | Totaal | Nr  | Ronde 3 | Ronde 3 | Totaal | Nr  | Ronde 4 | Ronde 4 | Totaal | Nr  |
| ------------------- | ------- | ------- | ---- | ------- | ------- | ------ | --- | ------- | ------- | ------ | --- | ------- | ------- | ------ | --- |
| Jeev Milkha Singh   | 66      | −6      | T5   | 79      | −2      | −8     | T16 | 68      | −4      | −12    | T16 | 67      | −5      | −17    | T1  |
| Francesco Molinari  | 62      | −10     | 1    | 70      | −2      | −12    | T1  | 67      | −5      | -17    | 1   | 72      | par     | −17    | 2   |
| Alexander Norén     | 66      | −6      | T5   | 66      | −6      | 12     | T1  | 70      | −2      | −14    | T5  | 70      | −2      | −16    | T3  |
| Marc Warren         | 68      | −4      | T19  | 69      | −3      | −7     | T19 | 64      | −8      | −15    | T3  | 71      | −1      | −16    | T3  |
| Søren Kjeldsen      | 65      | −7      | T3   | 72      | par     | −7     | T19 | 64      | −8      | −15    | T3  | 72      | par     | −15    | T5  |
| Alejandro Cañizeres | 64      | −8      | 2    | 71      | −1      | −9     | T6  | 68      | −4      | −13    | T9  | 72      | par     | −13    | T11 |
| Anders Hansen       | 68      | −4      | T19  | 67      | −5      | −9     | T6  | 65      | −7      | −16    | 2   | 75      | +3      | −13    | T11 |
| SSP Chowrasia       | 67      | −5      | T12  | 65      | −5      | −10    | 5   | 69      | −3      | −13    | T9  | 72      | par     | −13    | T11 |
| Raphaël Jacquelin   | 65      | −7      | T3   | 71      | −1      | −8     | T16 | 69      | −3      | −11    | T23 | 71      | −1      | −12    | T16 |
| Robert-Jan Derksen  | 71      | −1      | T83  | 68      | −4      | −5     | T47 | 66      | −6      | −11    | T23 | 72      | par     | −11    | T24 |
| Matteo Manassero    | 69      | −3      | T41  | 64      | −8      | −11    | T3  | 73      | +1      | −10    | T32 | 74      | +2      | −8     | T36 |
| Nicolas Colsaerts   | 68      | −4      | T19  | 69      | −3      | −7     | T19 | 72      | par     | −7     | T53 | 71      | −1      | −8     | T36 |
| Tim Sluiter         | 73      | +1      | T123 | 66      | −6      | −5     | T47 | 72      | par     | −5     | T64 | 71      | −1      | −6     | T52 |
| Maarten Lafeber     | 68      | −4      | T19  | 72      | par     | −4     | T57 | 72      | par     | -4     | T69 | 71      | −1      | −5     | T58 |
| Jack McDonald (Am)  | 70      | −2      | T46  | 70      | −2      | −4     | T57 | 68      | −4      | −8     | T45 | 80      | +8      | par    | T74 |
| Ricardo Gonzalez    | 69      | −3      | T41  | 64      | −8      | −11    | T3  | 75      | +3      | −8     | T45 | 80      | +8      | par    | T74 |
| Reinier Saxton      | 76      | +4      | T149 | 67      | −5      | −1     | MC  |         |         |        |     |         |         |        |     |

| Leider |  | Toernooirecord |  | MC = missed cut = cut gemist |

## Spelers
| - Warren Abery - Felipe Aguilar - Thomas Aiken - Fredrik Andersson Hed - Aaron Baddeley - Matthew Baldwin - Rich Beem - Thomas Bjørn (1996) - Richard Bland - Grégory Bourdy - Gary Boyd - Markus Brier - Ángel Cabrera - Rafa Cabrera Bello - Jorge Campillo - Alejandro Cañizares - Paul Casey - S.S.P Chowrasia - George Coetzee - Robert Coles - Federico Colombo - Nicolas Colsaerts - Rhys Davies - Carlos Del Moral - Daniel Denison - Robert-Jan Derksen - David Dixon - Andrew Dodt - Luke Donald (2011) - Bradley Dredge - David Drysdale - Edouard Dubois - Victor Dubuisson - Simon Dyson - Ernie Els (2000, 2003) - Niclas Fasth - Kenneth Ferrie - Darren Fichardt - Richard Finch - Oliver Fisher | - Ross Fisher - Tommy Fleetwood - Oscar Florén - Mark Foster - Marcus Fraser - Lorenzo Gagli - Stephen Gallacher - Ignacio Garrido - Jean-Baptiste Gonnet - Ricardo González - Estanislao Goya - Branden Grace - Richard Green - Emiliano Grillo - Julien Guerrier - Mark F Haastrup - Alex Haindl - Anders Hansen - Pádraig Harrington - Grégory Havret - Benjamin Hebert - Peter Hedblom - Keith Horne - David Horsey - David Howell - Mikko Ilonen - Fredrik Jacobson - Raphaël Jacquelin - Thongchai Jaidee - Scott Jamieson - Miguel Ángel Jiménez - Richard S Johnson - Michael Jonzon - Lloyd Kennedy - Simon Khan - James Kingston - Søren Kjeldsen - Jbe' Kruger - Maarten Lafeber - Joakim Lagergren - Martin Laird | - José Manuel Lara - Pablo Larrazábal - Paul Lawrie - Peter Lawrie - Craig Lee - Thomas Levet (2004) - Tom Lewis - Sam Little - Shane Lowry - David Lynn - Matteo Manassero - Pablo Martín - Gareth Maybin - Richard McEvoy - Paul McGinley - Damien McGrane - Francesco Molinari (2010) - Colin Montgomerie (1999) - James Morrison - Jamie Moul - George Murray - Kevin Na - Christian Nilsson - Alexander Norén - Thomas Nørret - José María Olazabal - Thorbjørn Olesen - Louis Oosthuizen - Gary Orr - Hennie Otto - Andrea Pavan - Phillip Price - Julien Quesne - Richie Ramsay - Robert Rock - Andrés Romero - Brett Rumford - Ricardo Santos - Reinier Saxton - Marcel Siem - Jeev Milkha Singh | - Joel Sjöholm - Lee Slattery - Tim Sluiter - Henrik Stenson - Graeme Storm - Andy Sullivan - Tjaart Van der Walt - Jaco Van Zyl - Anthony Wall - Paul Waring - Marc Warren - Romain Wattel - Steve Webster - Peter Whiteford - Bernd Wiesberger - Danny Willett - Chris Wood - Fabrizio Zanotti - Matthew Zions Voormalige winnaars - Grégory Havret (2007) - Johan Edfors (2006) Invitaties - Michael Stewart - David Law - James Byrne - John Rollins - Martin Kaymer (2009) - Alastair Forsyth - Sandy Lyle - Phil Mickelson Nationaal - Stephen Gray - Richard Wallis - Simon Lilly Amateur - Brian Soutar - Jack McDonald |